# Forns de calç l'Oller
Els Forns de calç de l'Oller són un element del patrimoni industrial de Sant Martí de Centelles (Osona) protegida com a Bé Cultural d'Interès Local.

## Descripció
Es tracta d'un conjunt d'edificacions que formen un complex de tres grans forns de calç i un quart de més petit situat a la part superior de l'edifici, el qual s'hauria erigit per construir el conjunt o reparar-lo. Els tres forns grans tenen una profunditat de 12 m i les xemeneies tenen aproximadament la mateixa alçada.
La construcció està instal·lada sobre una pendent, fet que suposa la inclinació de la façana, realitzada amb carreus de pedra. L'edifici té tres obertures, adovellades i en arc de mig punt.

## Història
La fàbrica de calç va ser construïda per la família Sentias a la vora del torrent de l'Oller, que discorria canalitzat pel mig de les instal·lacions i proveïa l'aigua necessària per al procés de transformació de la pedra en calç. La primera notícia sobre la fàbrica que es recull als arxius locals data de 1910, però els terrenys en els quals s'emplaça pertanyien a la casa de pagès de l'Oller, d'origen medieval. Va romandre en funcionament fins a l'any 1931, quan, amb la baixada de les construccions, els Sentias van reorientar l'activitat. La fàbrica es va enderrocar i, en el seu lloc, es va construir un restaurant i una piscina exclusivament per a la colònia d'estiuejants, que el van ocupar els anys 50 i 60. De la fàbrica només en van quedar els forns de calç, i d'altres construccions en ruïnes disperses pel bosc de la rodalia.
El producte elaborat s'utilitzava en la construcció de les cases que la mateixa família havia venut a l'eixample d'estiueig de l'estació, amb cases modernistes, noucentistes i eclèctiques. La calç també era transportada des de la fàbrica fins al ferrocarril mitjançant un sistema de vagonetes sobre carrils, per dur-la fins als pobles que també es trobaven en ple creixement immobiliari lligat a l'estiueig.
L'any 1936 aquests forns van acollir i donar nom a un dels fets més tristos de la Guerra Civil a la zona del Congost, els fets de l'Oller: l'assassinat de Sentias i dels seus dos fills grans a la masia i el consegüent abandó dels cossos davant la fàbrica de calç
L'any 2019, l'Ajuntament de Sant Martí de Centelles va consolidar els Forns de Calç de l'Oller, després de protegir-los com a Bé Cultural d'Interès Local.

## Entorn
A l'entorn dels Forns de Calç de l'Oller es troben dos pins i un roure de grans dimensions; els pins ja existien quan es van construir els Forns, ja que fotografies antigues els mostren dins del recinte de la Fàbrica de Calç